# Csóti György
Csóti György (Budapest, 1940. november 24. –) magyar villamosmérnök, politikus. 1990 és 1998 között a Magyar Demokrata Fórum, valamint 2011 és 2014 között a Fidesz – Magyar Polgári Szövetség jelöltjeként országgyűlési képviselő, 1999 és 2003 között Magyarország zágrábi nagykövete.

## Életpályája
1959-ben érettségizett a budapesti József Attila Gimnáziumban, majd híradástechnikai műszerésznek tanult. Képesítést 1961-ben szerzett. Ezt követően a Magyar Posta Központi Távíró Hivatalában kapott állást, ahol átviteltechnikusként kezdett el dolgozni. Közben 1965-ben esti tagozatosként felvették a Budapesti Műszaki Egyetem Villamosmérnöki Karának híradástechnika szakára. Itt 1971-ben szerzett villamosmérnöki diplomát. Ekkor léptették elő fejlesztőmérnöknek munkahelyén. 1973-ban átment az Építőipari Számítástechnikai és Ügyvitel-gépesítési Vállalathoz, ahol két évig dolgozott önálló csoportvezetőként, ezt követően 1975-ig a Hungarotex számítóközpontjának osztályvezetője volt. Ekkor az Országos Kőolaj- és Gázipari Tröszt (OKGT, a MOL egyik jogelőd vállalata) számítástechnikai tanácsadója lett. Ebben az időszakban szerzett szervező szakmérnöki képesítést. 1981-ben távozott a cégtől és egy adatfeldolgozással foglalkozó kisszövetkezet elnöke lett, amelyik 1988-ig mezőgazdasági szövetkezeti formában működött, majd önállósodott. 1990 és 1999 között a Kis- és Középvállalkozók Európai Szövetségének alelnöke volt.

### Politikai pályafutása
Közéleti pályafutása 1988-ban kezdődött, amikor a Magyar Demokrata Fórum alapító tagja lett. 1989-ben a párt számvevő bizottságának tagjává választották. Tisztségét kisebb megszakítással 1992-ig töltötte be (az 1990-es választásig a párt hivatalvezetőjeként dolgozott). 1992-ben az etikai bizottságba választották be, itt 1994-ig tevékenykedett. Előtte a rendszerváltás utáni első szabad 1990-es országgyűlési választáson pártja országos listájáról szerzett mandátumot. A ciklusban a külügyi bizottság alelnöke, valamint 1992 és 1994 között az európai közösségi ügyek bizottságának tagja volt. Közben 1993-ban a párt külügyi szóvivője is lett. Az 1994-es országgyűlési választáson a Budapest 1. számú egyéni választókerületben indult és szerzett mandátumot. A ciklusban megtartotta a külügyi bizottság alelnöki tisztségét. 1996-ban, a Magyar Demokrata Néppárt kiválása után az MDF-frakció egyik helyettes vezetőjévé választották. Az 1998-as országgyűlési választáson indult, de mandátumot nem szerzett.
Országgyűlési képviselői munkája után 1999-ben Magyarország zágrábi nagykövetévé jelölték. Tisztségét 2003-ig töltötte be. 2005-ben a Magyar-Horvát Baráti Kör elnökévé választották. Szintén 2005-től televíziós műsorvezető az Echo TV-nél, ahol egy külpolitikai műsort vezet. A 2000-es években kilépett az MDF-ből, a 2004-es és 2009-es európai parlamenti választáson a Fidesz – Magyar Polgári Szövetség listáján szerepelt. 2006-ban a Magyar Atlanti Tanács alelnöke, valamint 2008-ban az Antall József Emlékbizottság és Baráti Társaság igazgatósági tagja lett. A 2010-es országgyűlési választáson a Fidesz és a Kereszténydemokrata Néppárt közös budapesti listáján szerepelt. Miután Balsai István megüresedett egyéni képviselői helyére kiírt időközi választást a már listás képviselő Láng Zsolt nyerte meg, így Láng listás helyére Csótit jelölték. Hivatali esküjét 2011. december 23-án tette le.
Politikai pályája mellett több gazdasági társaság vezetőségében is részt vett: 1990 és 1992 között a Fórum Rt., majd 1994-ig a Magyar Hitelbank igazgatóságának tagja volt, illetve 1994 és 1999 között a Merian Orosháza Rt., 1994 és 1995 között a Publica Rt. felügyelőbizottságának elnöke volt. 2006-ban a Terra Invest Rt. felügyelőbizottságának elnöke lett.

## Művei
- 25 év a nemzetpolitika szolgálatában. Csóti Györggyel beszélget Király Béla; Kairosz, Bp., 2015 (Magyarnak lenni)
- Magyarok Európában. Egy nemzet küzdelme az ezredfordulón; Kairosz, Bp., 2018
- Trianon után száz esztendővel. Beteljesedik-e a herderi jóslat az elveszített magyarlakta területeken? Nemzetpolitikai elemzések; Kairosz, Bp., 2020